# Полонизация
Полониза́ция (пол. polonizacja), ополячивание — заимствование или насаждение польской культуры, в особенности, польского языка в землях с непольским населением, контролируемых Польшей или подверженных польскому культурному влиянию. Термин появился в XVI веке и происходит от латинского наименования Польши — Polonia.

## История

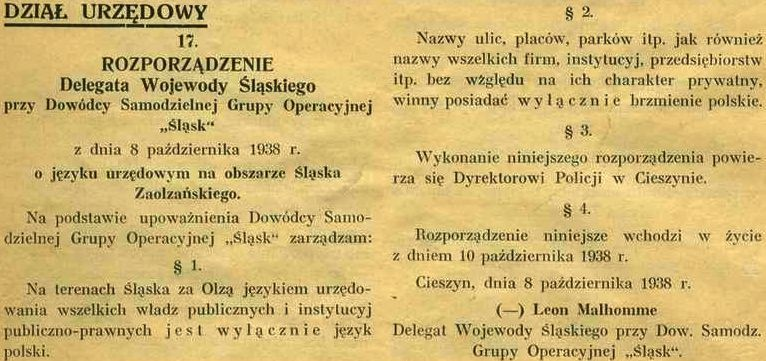
Декрет о вводе польского языка как единственного официального в аннексированной чешской Тешинской Силезии, 1938 год

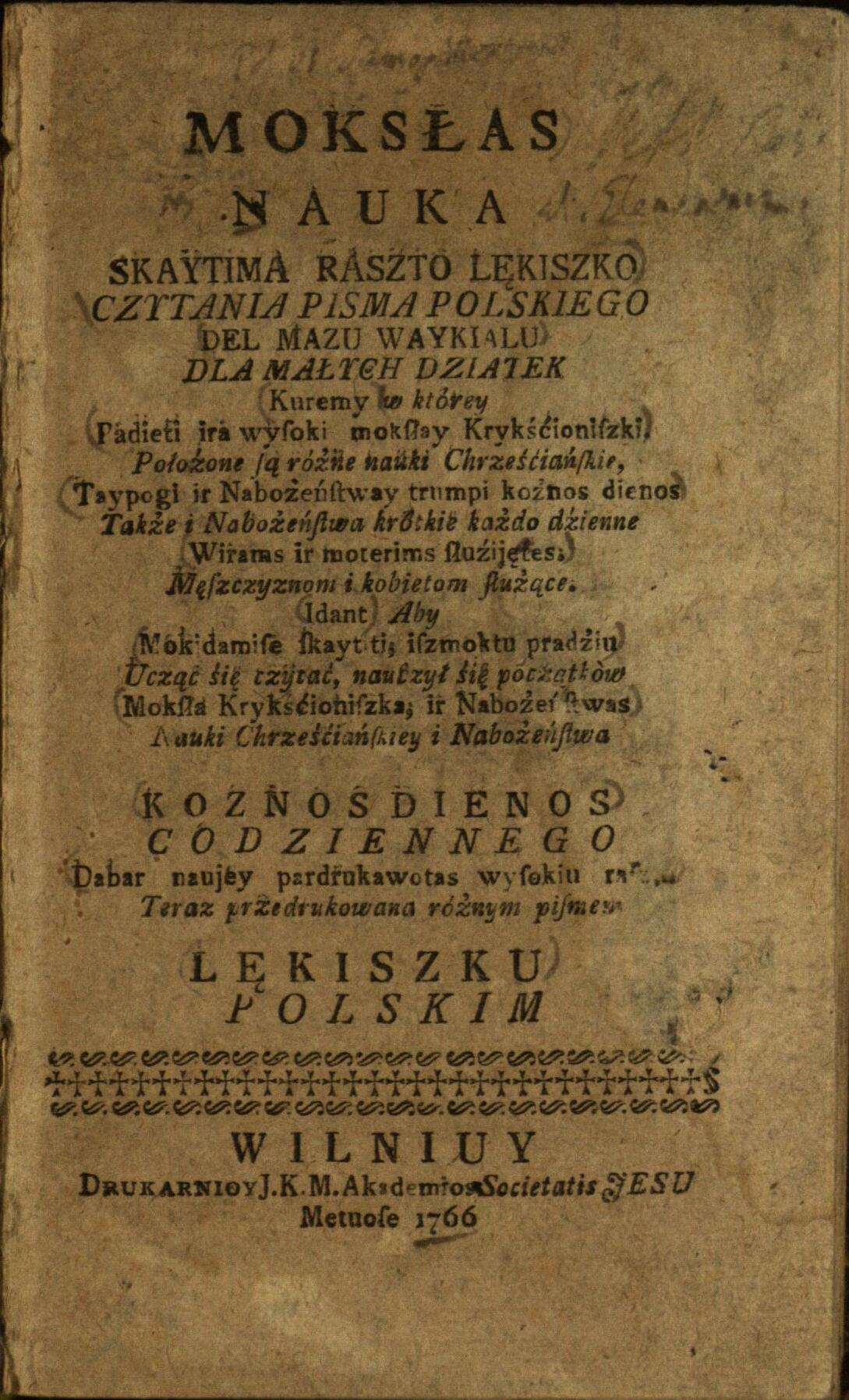
Учебник польского языка для литовских детей. Напечатан в Вильне в 1766 году.

### Ранняя Польша
Репрессии против немецких иммигрантов в Кракове после восстания войта Альберта 1311—1312 годов привели к полонизации населения города.

### Великое княжество Литовское
Белорусский историк второй половины XIX века М. О. Коялович считал началом полонизации западнорусских земель Кревскую унию 1385 года, согласно которой великий князь литовский Ягайло женился на польской королеве Ядвиге и стал королём польским. Собственно Литва была крещена в католичество.

### Речь Посполитая
В 1569 году в Люблине была заключена уния Великого княжества Литовского с Польшей. Согласно акту унии Литвой и Польшей правил совместно избираемый монарх, государственные дела решались в общем Сейме, устанавливалось единообразное государственное устройство.
В результате образования литовско-польского государства Речи Посполитой на протяжении XVI—XVIII веков происходило постепенное заимствование шляхтой Великого княжества Литовского польских культурных образцов. Важной вехой данного процесса являлась всеобщая конфедерация сословий Речи Посполитой 1696 года, которой было принято постановление, рекомендовавшее перевести делопроизводство в Великом княжестве Литовском на польский язык. Исходя из вышесказанного полонизация — это приобщение шляхты Великого княжества Литовского к польской культуре, к польскому языку, к польским традициям и обычаям.

### Польская Республика
После заключения Рижского договора в составе Польши оказалась часть этнических украинских, белорусских и литовских территорий. На данных землях создавались институты польской администрации, проводилась культурная политика, целью которой являлась унификация национальных культур, экономическая политика проводилась в пользу польского капитала. Политика санации способствовала дискриминации местного украинского, белорусского, еврейского, литовского и русского населения по национальному признаку. Активисты национально-культурных движений данных народов подвергались судебному преследованию.